# Colaspoides nepalensis
Colaspoides nepalensis es un coleóptero de la familia Chrysomelidae.
Fue descrita científicamente en 2001 por Kimoto.